# Dallas Open
Dallas Open este un turneu de tenis masculin din seria ATP 250 disputat pe terenuri cu suprafață dură acoperite. Are loc la Styslinger/Altec Tennis Complex. Turneul a fost mutat aici din Uniondale, New York, unde a fost cunoscut sub numele de New York Open. Ediția din 2022 a marcat o întoarcere a turneului la Dallas, deoarece ultimul Dallas Open a avut loc în 1983.

## Rezultate

### Simplu
| An   | Campion         | Finalist        | Scor                           |
| ---- | --------------- | --------------- | ------------------------------ |
| 2022 | Reilly Opelka   | Jenson Brooksby | 7–6(7–5), 7–6(7–3)             |
| 2023 | Wu Yibing       | John Isner      | 6–7(3–7), 7–6(7–4), 7–6(14–12) |
| 2024 | Tommy Paul      | Marcos Giron    | 7–6(7–3), 5–7, 6–3             |
| 2025 | Denis Șapovalov | Casper Ruud     | 7–6(7–5), 6–3                  |

### Dublu
| An   | Campioni                          | Finaliști                         | Scor                  |
| ---- | --------------------------------- | --------------------------------- | --------------------- |
| 2022 | Marcelo Arévalo Jean-Julien Rojer | Lloyd Glasspool Harri Heliövaara  | 7–6(7–4), 6–4         |
| 2023 | Jamie Murray Michael Venus        | Nathaniel Lammons Jackson Withrow | 1–6, 7–6(7–4), [10–7] |
| 2024 | Max Purcell Jordan Thompson       | William Blumberg Rinky Hijikata   | 6–4, 2–6, [10–8]      |
| 2025 | Christian Harrison Evan King      | Ariel Behar Robert Galloway       | 7–6(7–4), 7–6(7–4)    |